# Der Mann aus dem Steckbrief
Der Mann aus dem Steckbrief ist ein US-amerikanischer Stummfilmwestern aus dem Jahr 1925 von Lynn Reynolds mit Buck Jones und Marian Nixon in den Hauptrollen. Der Film wurde von der Fox Film Corporation produziert und basiert auf der Kurzgeschichte Durand of the Bad Lands von Maibelle Heikes Justice.

## Handlung

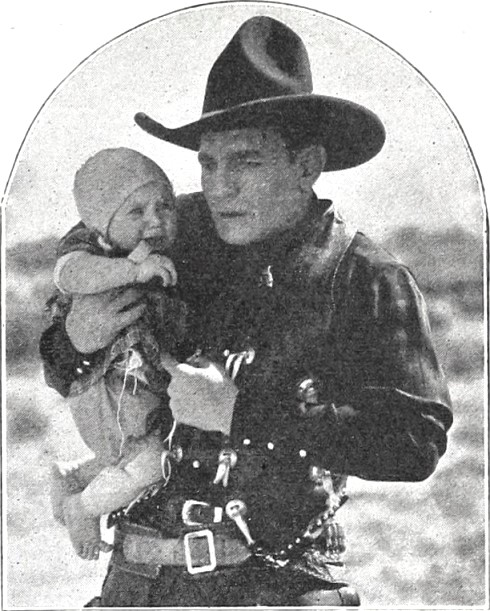
Durand (Buck Jones) mit einem geretteten Kind

Dick Durand beschließt, nach Mexiko zu ziehen und verkauft seine Ranch und sein Hab und Gut an Sheriff Clem Allison. Pete Garson, einer von Allisons Handlangern, benutzt Durands Insignien, um eine Reihe von Verbrechen zu begehen. Durand kehrt zurück, um sich zu rehabilitieren und verliebt sich in Molly Gore, die mit ihrem invaliden Vater auf einer kleinen Ranch lebt. Sie weist ihn zunächst zurück, wird aber weicher, als er mit drei Kindern zurückkehrt, den Überlebenden eines Überfalls auf einen Wagen, der Gold für den Bankier John Boyd transportierte. Durand beweist schließlich seine Unschuld, rettet Boyds Tochter Ellen, die von Garson in einer Mine gefangen gehalten wird, und gewinnt Boyds Dankbarkeit und Mollys Liebe.

## Hintergrund
Gedreht wurde der Film bis Mitte September 1925 in den Alabama Hills.
Lesley Selander arbeitete als Regieassistent.
Da keine Kopien der sechs Filmrollen existieren, gilt der Film als verschollen.

## Veröffentlichung
Die Premiere des Films fand am 1. November 1925 statt. 1926 kam er in Österreich in die Kinos.